# Apple Valley (Califórnia)
Apple Valley é uma vila localizada no estado americano da Califórnia, no Condado de San Bernardino. Foi incorporada em 28 de novembro de 1988.

## Geografia
De acordo com o United States Census Bureau, a cidade tem uma área de 190,4 km², onde 189,6 km² estão cobertos por terra e 0,8 km² por água.

### Localidades na vizinhança
O diagrama seguinte representa as localidades num raio de 32 km ao redor de Apple Valley. 

## Demografia
Segundo o censo nacional de 2010, a sua população é de 69 135 habitantes e sua densidade populacional é de 364,71 hab/km². Possui 26 117 residências, que resulta em uma densidade de 137,78 residências/km².